# Severin Ramseier
Severin Ramseier (* 25. März 1989) ist ein Schweizer Handballspieler, der zumeist auf Rechtsaußen eingesetzt wird.
Der 1,77 m große und 76 kg schwere Linkshänder spielte in seiner Jugend bei den Schweizer Vereinen TV Suhr, STV Würenlingen und TSV Frick. Für den TV Suhr gab er auch seinen Einstand in der NLA und spielte im Europapokal der Pokalsieger 2007/08. 2011 wechselte er zum GC Amicitia Zürich. Nach einer Saison ging er zum BSV Bern Muri, mit dem er am EHF-Pokal 2012/13 teilnahm. Zur Saison 2014/15 kehrte er zurück zu Amicitia. Seit dem Sommer 2016 steht er beim HC Kriens-Luzern unter Vertrag.
In der Schweizer Nationalmannschaft debütierte Ramseier am 30. Oktober 2009 gegen die Ukraine und bestritt bisher 26 Länderspiele, in denen er 36 Tore erzielte. (Stand: 15. September 2016)